# Love Is Dead (album de Kerli)
Love Is Dead este primul album de studio al cântăreței estoniene Kerli. Discul a început să fie comercializat în SUA la data de 8 iulie 2008  și a debutat pe treapta cu numărul 126 în clasamentul Billboard 200, fiind vândut în 5,500 de exemplare în săptămâna lansării.

## Recenzii
Analizând albumul său de debut, criticii de specialitate apreciau aportul adus de către Kerli în scrierea și compunerea cântecelor, numindu-i compozițiile „ciudate, însă comerciale”. Recenzorii site-ului ArtistDirect Arhivat în 1 august 2012, la Wayback Machine. spuneau că prin muzica sa Kerli „explorează ani de suferință, pierderi și durere”, iar albumul Love Is Dead este „mai presus de rock-ul alternativ, este o artă alternativă”, iar „viziunea artistei se extinde în spatele notelor pe care le înregistrează.” Unii jurnaliști din presa online ironizau declarațiile cântăreței și spuneau că „pentru o fată ce «a crescut fără muzică» într-un stat sovietic, câteva dintre piesele sale ies cu adevărat în evidență”. De asemenea, discul său de debut era aclamat de către public pentru multitudinea de genuri abordate, iar criticii exemplificau spunând următoarele — „în timp ce cântecul «Love Is Dead» reprezintă o experiență muzicală electrizantă, piesa «Fragile» dezvăluie o latură vulnerabilă a artistei”. Totuși, muzica cântăreței estone a primit și reacții negative, recenzorii revistei americane Blender spunând următoarele — „Din păcate muzica, în loc să te pătrundă la suflet, apare ca o pantomimă cu mult machiaj, cu cuvinte atât de desperant de învechite încât sună ca un ceaslov pentru școala de duminică”. Concluzionând, unii critici consideră că albumul Love Is Dead „este o mică înregistrare pop, care reușește să devină mai profundă și mai ciudată decât oricare altă cântăreață pop de nișă ar putea visa”.

## Conținut
1. „Love Is Dead” — 4:36
2. „Walking on Air” — 4:27
3. „The Creationist” (împreună cu Cesare Cremonini)— 3:38
4. „I Want Nothing” — 3:58
5. „Up Up Up” — 3:25
6. „Bulletproof” — 5:01
7. „Beautiful Day” — 3:51
8. „Creepshow” — 3:12
9. „Hurt Me” — 3:37
10. „Butterfly Cry” — 4:39
11. „Strange Boy” — 3:18
12. „Fragile” — 4:11
13. „Heal” — 6:05